# Giuseppe Albini (filologo)
Giuseppe Albini (Bologna, 22 gennaio 1863 – Bologna, 7 dicembre 1933) è stato un filologo classico, latinista e politico italiano.

## Biografia
Laureato all'Università di Bologna, ebbe tra i suoi docenti Carducci. Nello stesso ateneo insegnò giovanissimo grammatica latina e greca, poi succedette a Giovanni Battista Gandino nella cattedra di filologia latina, che mantenne fino alla morte. Ricoprì le cariche di preside della Facoltà di lettere e filosofia (1912-1918) e Rettore dell'Università (1927-1930).
Scrisse poesie in italiano e in latino; curò edizioni di Persio, Dante, Giovanni del Virgilio; tradusse l'opera omnia di Virgilio fra cui emergono le Georgiche in endecasillabi; fu autore di alcuni saggi, ma raramente approfondì i temi della grande letteratura. Fu membro della Deputazione di storia patria per la Romagna, socio corrispondente dell'Accademia delle scienze, lettere e arti di Padova e dell'Accademia Virgiliana di Mantova.
Partecipò al Certamen poeticum Hoeufftianum di Amsterdam vincendo la medaglia d'oro nel 1919 con il carme Vercingetorix e la gran lode cinque volte con Sponsa nautae (1882), Ad Vergilium (1885), Ad Bononiam (1888), Ravenna (1911) e Aeriae voces (1912).
Iscritto al partito fascista dal 1925, ebbe una brillante carriera politica. Fu consigliere comunale e dal 1924 senatore del Regno. Per la sua carica ebbe funerali memorabili e persino un antifascista come Concetto Marchesi non esitò a tesserne l'elogio sulla rivista del Comune, proclamandolo uno dei massimi maestri dell'Università di Bologna. 
È sepolto alla Certosa di Bologna. Sul cippo funebre si trova un suo busto, ad opera dello scultore Alfonso Borghesani.

## Opere
- Il Modesti e la Veneziade, Imola, Tipografia Galeati, 1886.
- Poesie varie, Bologna, Zanichelli, 1897.
- Il libro sesto dell'Odissea, Torino, Loescher, 1889.
- Liriche, Torino, Loescher, 1894.
- A Giosue Carducci, Bologna, Zanichelli, 1896.
- Epigrammi romani, Bologna, Zanichelli, 1896.
- Il canto, Bologna, Zanichelli, 1897.
- Le Bucoliche di Virgilio, Bologna, Zanichelli, 1898.
- Poesie, Bologna, Zanichelli, 1901.
- Il canto quarto del Paradiso, Firenze, Sansoni, 1903.
- Le egloghe (di Dante), Firenze, Sansoni, 1905.
- Il Giorno di Parini, Firenze, Sansoni, 1907.
- I Carracci, Bologna, Zanichelli, 1909.
- Ottobre italico, Bologna, Zanichelli, 1909.
- Carmina, Tipografia Gallatania, 1909.
- Il Leopardi cento anni fa, Bologna, Zanichelli, 1917.
- Ascensioni eroiche, Bologna, Zanichelli, 1921.
- L'Eneide di Virgilio, Bologna, Zanichelli, 1925.
- Le Georgiche, Roma, Sapientia, 1931.
- Virgilio, l'anima e l'arte, Milano, Vita e pensiero, 1931.
- Ecloga responsiva (di Giovanni del Virgilio), Firenze, Olschki, 1933.